# Cathédrale de la Nativité-du-Christ de Novokouznetsk
La cathédrale de la Nativité-du-Christ (Собо́р Рождества́ Христо́ва) est une église orthodoxe de Novokouznetsk en Russie. C'est la collégiale la plus importante du siège métropolitain du Kouzbass de l'Église orthodoxe russe. Elle mesure 52 mètres de hauteur et se trouve dans l'arrondissement d'Ordjonikidzé de la ville. Elle a été construite aussi comme mémorial pour les soixante-sept mineurs morts le 2 décembre 1997 pendant la catastrophe minière de la mine Zyrianovskaïa. De plus, elle sert d'église pour les séminaristes du séminaire orthodoxe du Kouzbass.

## Histoire

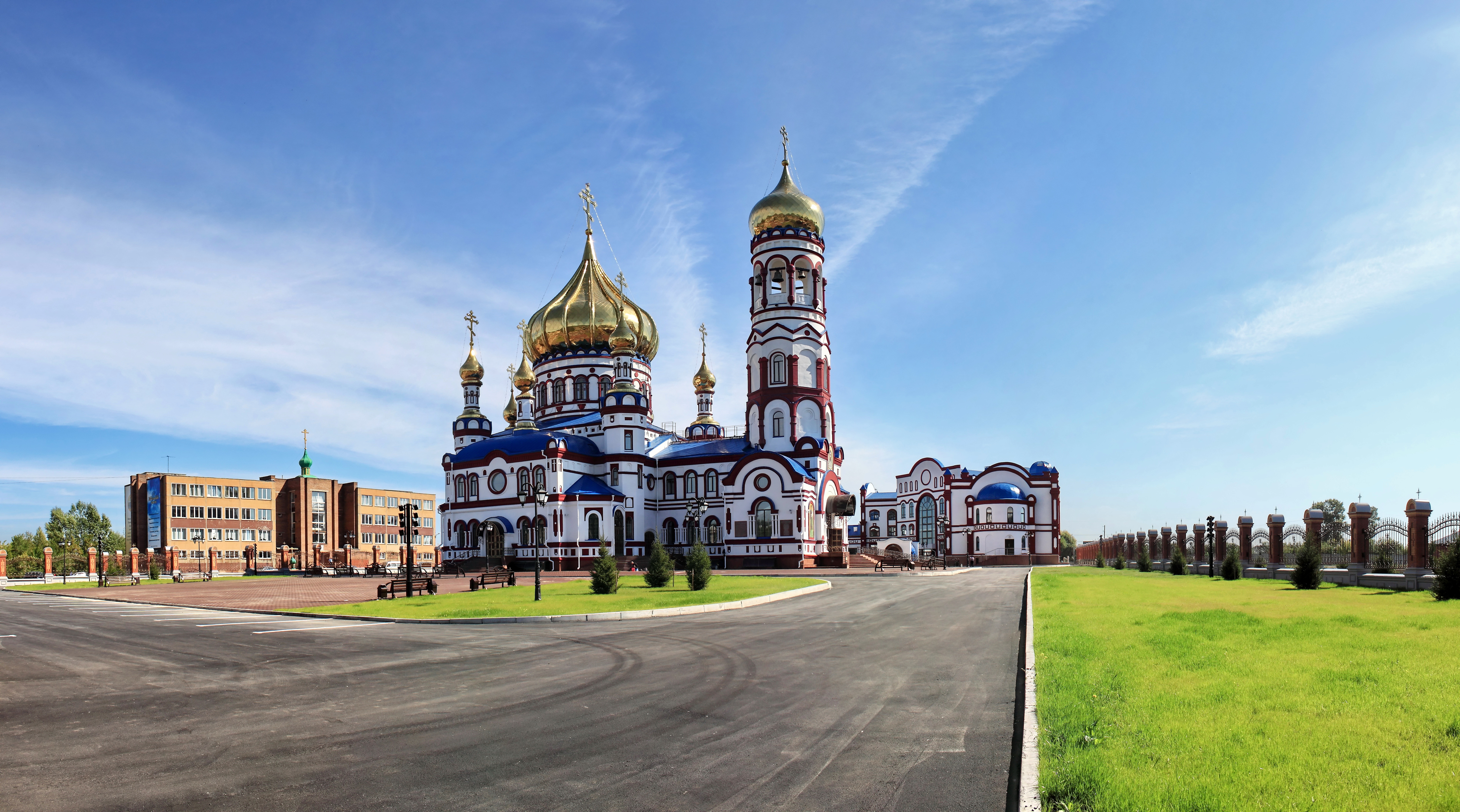
Ensemble architectural.

La première pierre est posée le 4 juillet 1998, mais les travaux ne commencent qu'à l'été 2000. Les travaux sont terminés le 23 août 2012, comme l'indique une plaque sur le mur Nord. Après la mort tragique des mineurs, le président du conseil, Viktor Tchernomyrdine donne son accord pour une aide financière aux familles des mineurs et la construction d'une église à Novokouznetsk. Les travaux sont menés à partir de 2001 par la compagnie Ioujkouzbasstroï, mais ils sont interrompus à la fin de l'année par manque de fonds. Ils reprennent en 2008 à l'initiative du gouverneur de l'oblast de Kemerovo, Aman Touleïev, dans le cadre d'un accord entre l'administration régionale et l'éparchie de Kemerovo et Novokouznetsk. Un fonds de soutien à sa construction est levé. La compagnie de construction Novokouznetsk se charge des travaux.
Les huit coupoles sont bénies le 19 août 2010 avec leurs croix. Le clocher domine tout le quartier avec ses 51,6 mètres et comprend neuf cloches. L'électrification, le chauffage, la ventilation, l'eau courante, les canalisations sont prêts au début de l'année 2011. En avril 2011, l'évêque de Kemerovo et Novokouznetsk,Aristarque, bénit la première pierre du bâtiment attenant réservé à l'administration de l'église et en mai la peinture des fresques intérieures de l'église peut commencer.
L'église ouvre aux paroissiens le 23 août 2012,, et, le 25 août 2013, jour de la fête professionnelle des mineurs, l'église est consacrée par le patriarche Cyrille,.

## Architecture

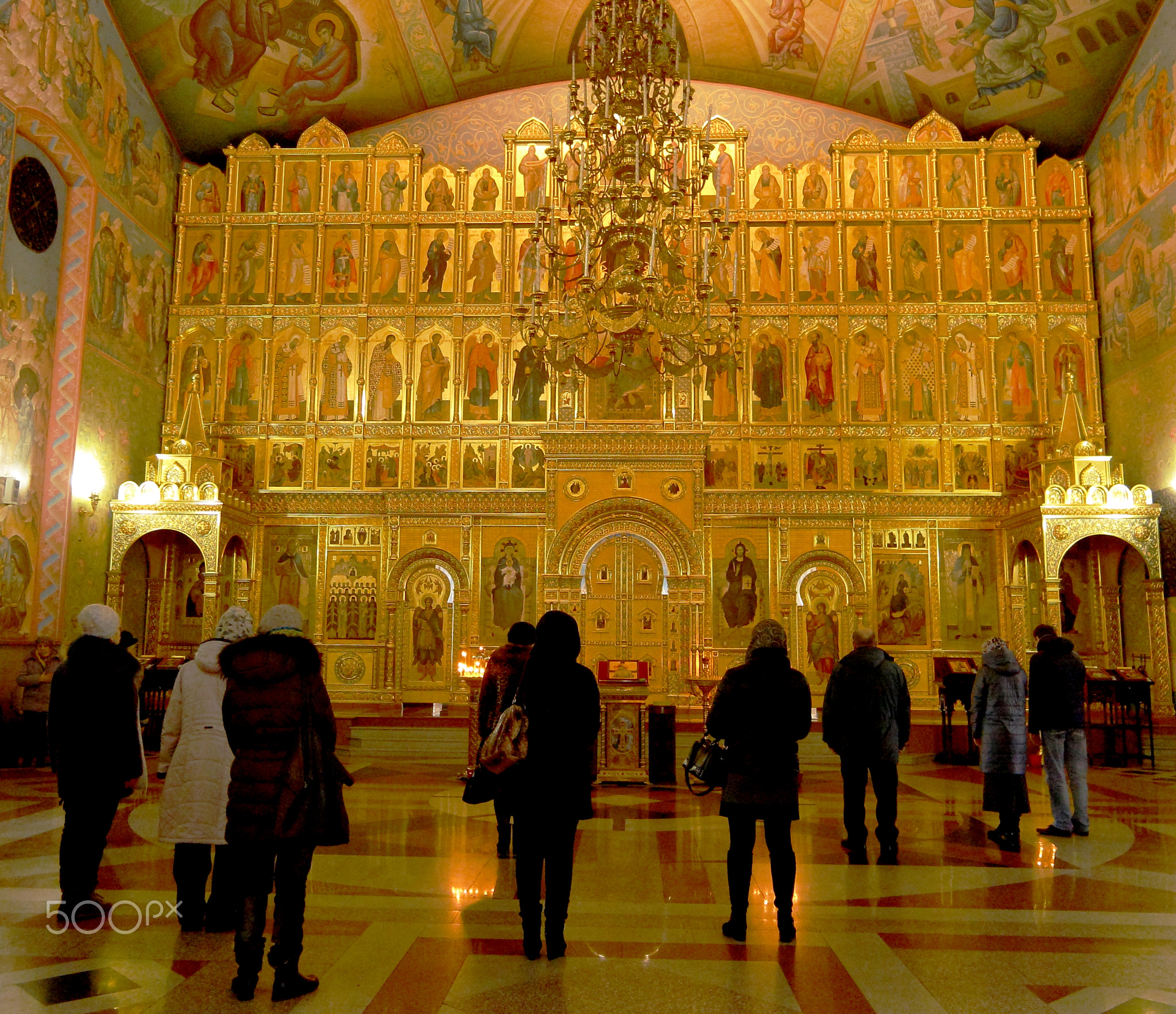
Iconostase de la cathédrale de la Nativité.

L'architecture de la cathédrale de la Nativité se présente comme de style éclectique, unissant le style russo-byzantin et le style néorusse.
La cathédrale est construite selon le type « nef » se composant de quatre volumes principaux : abside, église principale, trapeznaïa et porche-narthex, sur lequel un clocher est érigé. L'abside de l'église principale est un carré de 8 m de côté, qui est adjacent à un demi-cercle de 3 m de rayon. Le carré de l'abside est couvert d'une voûte en demi-cercle - avec un demi-dôme. Le passage à l'abside de l'église principale se fait par une ouverture voûtée derrière l'iconostase.
L'égliseprincipale est un carré de 16 m de côté, éclairé par un haut tambour et recouvert d'une coupole. Du côté Sud et du côté Nord se trouvent des chapelles de côté. Du côté Ouest un passage arqué mène à la trapeznaïa (église-réfectoire) où se trouve le chœur. Le rez-de-chaussée est occupé par le baptistère et la salle des catéchumènes sous l'autel Nord.
L'édifice est couronné de neuf bulbes, le plus important sur la coupole de l'église principale, quatre sur les tourelles aux angles du carré et trois au-dessus des autels et enfin un sur le clocher.
La surface totale de l'édifice est de 3 391 m², pouvant accueillir 2 200 fidèles.
La maison paroissiale à côté abrite l'école du dimanche pour le catéchisme des enfants, un musée de l'orthodoxie, une salle à manger, une salle d'actes, une bibliothèque, des chambres d'invités, des auditoriums et des bureaux administratifs, ainsi qu'un bloc pour le garage.

## Horaires
lundi — samedi:
- 07:00 — Prières du matin

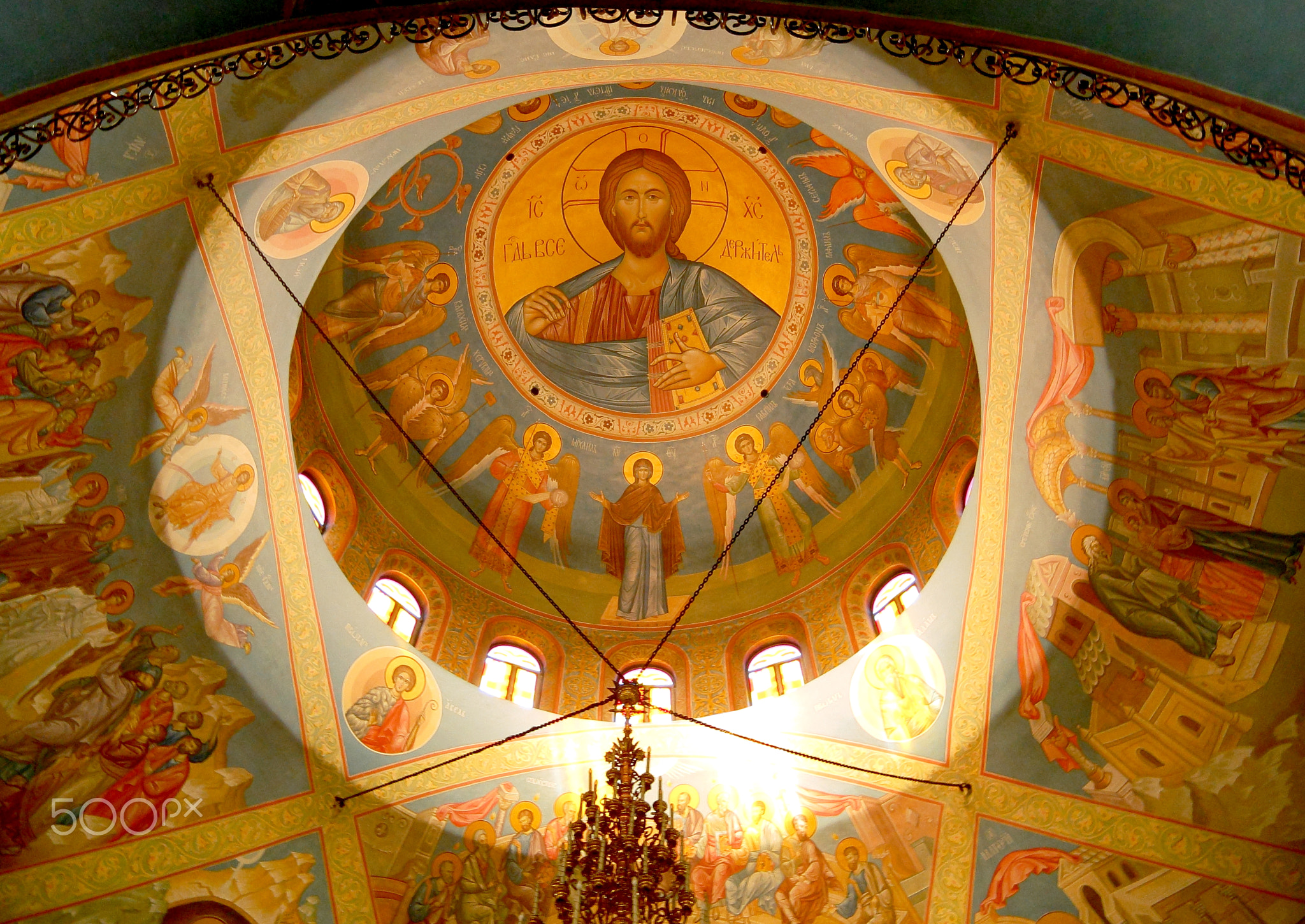
Fresques de la coupole.

- 07:30 — Liturgie, à la fin office des morts
- 17:00 — Vêpres.

dimanche et jour de fête:
- 07:00 — Liturgie divine, à la fin prières du matin
- 09:00 — Liturgie divine, à la fin office des morts
- 17:00 — Vêpres.